# Oana Zamfir
Oana Zamfir (fostă Stancu) (n. 28 ianuarie 1979) este un jurnalist de televiziune care a realizat emisiuni la Realitatea TV cu Adrian Ursu. 
A fost premiată de APTR pentru emisiunile realizate la Realitatea TV. Acum este invitat desori la emisiunea "Sinteza Zilei" și "În fața națiunii" de la postul de televiziune Antena 3. 
Este căsătorită cu deputatul Daniel Zamfir și împreună au un copil.